# Ludwig Vandenhove
Ludwig Joseph Antoine Ghislain Vandenhove (Sint-Truiden, 10 december 1959) is een Belgisch politicus voor Vooruit.

## Levensloop
Hij promoveerde in 1981 tot licentiaat in de handels- en bestuurswetenschappen aan het Limburgs Universitair Centrum.
Van 1982 tot 1989 was Vandenhove secretaris van het pas opgerichte Studiecentrum Willy Claes, waarvan hij van 1997 tot 1999 directeur was. Van 1982 tot 1989 was hij tevens gewestelijk secretaris van de Centrale voor Socialistisch Cultuurbeleid (CSC) - Vormingswerk Hasselt - Sint-Truiden. Vervolgens was hij van 1989 tot 1994 afgevaardigd beheerder van de Sociale Investeringsmaatschappij voor Limburg (SIM), een functie die hij combineerde met die van adjunct-coördinator Permanente Werkgroep Limburg. In 1995 ging hij als adviseur aan de slag op het kabinet van Vlaamse minister voor Arbeid en Tewerkstelling Leo Peeters, een functie die hij daarna van 1995 tot 1999 uitoefende op het kabinet van Vlaams minister voor Vervoer, Verkeer en Ruimtelijke Ordening Eddy Baldewijns. Tot 1999 was hij tevens docent aan het Hoger Instituut voor Gezinswetenschappen te Brussel en van 2007 tot 2009 leraar politieke en sociaal-economische actualiteit aan het Koninklijk Atheneum Campus Tichelrij in Sint-Truiden.
Bij de gemeenteraadsverkiezingen van oktober 1988 werd hij verkozen als gemeenteraadslid te Sint-Truiden. Hij maakte deel uit van de oppositie. Na de lokale verkiezingen van 1994 werd Vandenhove begin 1995 burgemeester van de gemeente, wat hij bleef tot in 2012. Tijdens de legislatuur 2006-2012 was er heel wat onenigheid tussen zijn lijst van de Burgemeester (sp.a-Groen) en de coalitiepartners Open Vld en CD&V. Vooral Roland Duchâtelet stond een nieuwe samenwerking in de weg., Halverwege mei 2011 maakte Ludwig Vandenhove bekend dat hij niet langer kandidaat-burgemeester was en hij lijstduwer zou zijn bij de gemeenteraadsverkiezingen van 2012. Later kwam hij terug op deze beslissing en was hij alsnog lijsttrekker. Hij behaalde 4.029 voorkeurstemmen, waarmee hij de tweede populairste politicus van Sint-Truiden was na Veerle Heeren (CD&V). Na de verkiezingen sloten Open VLD en CD&V samen een bestuursakkoord, met een zeer krappe meerderheid, en werd sp.a naar de oppositie verwezen. Veerle Heeren werd aldus de nieuwe burgemeester van Sint-Truiden.
In 1999 deed hij zijn intrede in de Kamer van volksvertegenwoordigers en zetelde er tot in 2003. In 2003 verhuisde hij naar de Senaat. Vanuit deze hoedanigheid was hij van 2003 tot 2004 lid van het Beneluxparlement. Hij bleef senator tot in 2007 en was voorzitter van de commissie Binnenlandse Zaken en Administratieve Aangelegenheden, waarna hij van 2007 tot 2010 opnieuw volksvertegenwoordiger was. Tijdens zijn tweede periode in de Kamer was hij ook voorzitter van de commissie Landsverdediging. 
In maart 2007 kwam Vandenhove in opspraak toen bekend raakte dat hij op 19 februari 2007 twee wagens had aangereden en vervolgens doorreed. Twee getuigen hadden zijn nummerplaat genoteerd. Hij weigerde de deur te openen toen politie-agenten bij hem aanbelden, zodat het onmogelijk was een alcoholcontrole uit te voeren. Hij dook vervolgens enkele dagen onder in het buitenland. Pas de week erop meldde hij het ongeval bij de politie. Vandenhove ontkende dat er sprake was van vluchtmisdrijf. De politierechtbank oordeelde er echter anders over en legde hem een rijverbod op.
In 2011 werd Vandenhove verkozen als voorzitter van de politieke drukkingsgroep B Plus. Hij bleef deze functie uitoefenen tot in 2019 en gaf toen de fakkel door aan Tony Van de Calseyde.
Bij de lokale verkiezingen van oktober 2012 werd Vandenhove verkozen tot provincieraadslid van Limburg, een functie die hij uitoefende tot in 2019. Hij werd op 15 november 2012 voorgedragen op het partijcongres van sp.a Limburg als gedeputeerde voor de provincie Limburg, bevoegd voor leefmilieu, natuur en visserij. Op 3 december 2012 nam hij deze functie op. Hij bleef gedeputeerde tot eind 2018, toen sp.a uit het provinciebestuur van Limburg verdween. Ook werd hij dat jaar herkozen als gemeenteraadslid van Sint-Truiden, waarbij hij de meeste voorkeurstemmen in de gemeente behaalde. De partij bleef echter in de oppositie. 
Bij de Vlaamse verkiezingen van 26 mei 2019 stond Vandenhove op de tweede plaats van de sp.a-lijst in de kieskring Limburg. Hij raakte effectief verkozen in het Vlaams Parlement en nam daardoor ontslag als provincieraadslid. Hij werd lid van de commissies Landbouw, Visserij en Plattelandsbeleid en Algemeen Beleid, Financiën, Begroting en Justitie. Van oktober 2022 tot juni 2024 was hij ook deelstaatsenator. Bij de Vlaamse verkiezingen van 9 juni 2024 was Vandenhove lijstduwer in Limburg, maar hij werd niet herkozen.
Bij de lokale verkiezingen van 13 oktober 2024 was Vandenhove opnieuw lijsttrekker van de Vooruit-lijst in Sint-Truiden. De partij werd de grootste en kreeg zo het initiatiefrecht om een coalitie te vormen. Vooruit sloot een akkoord met N-VA, Open Vld en de lokale partij WOW en verwees daarmee de CD&V van uittredend burgemeester Ingrid Kempeneers naar de oppositie. Die partij probeerde de uitslag van de verkiezingen echter aan te vechten bij de Raad voor Verkiezingsbetwistingen omdat er administratieve fouten zouden zijn gemaakt en er opvallend veel volmachten waren gebruikt, maar die klacht werd in december 2024 verworpen. Op 6 januari 2025 werd het nieuwe stadsbestuur van Sint-Truiden geïnstalleerd en werd Vandenhove opnieuw burgemeester van de stad.